# 栗咲ジュン
栗咲 ジュン（くりさき じゅん、1953年6月18日 - ）は、群馬県利根郡出身の元歌手。所属事務所はホリプロ。

## ディスコグラフィ
- うわさの小唄 （1974年11月1日）テレビ番組「金曜10時!うわさのチャンネル!!」の主題歌
  - 作詞：阿久悠／作曲：市川昭介／編曲：矢野立美
- 音頭No.5 （1974年11月1日）
  - 作詞：阿久悠／作曲：市川昭介／編曲：矢野立美
- もしも音頭 （1975年）テレビ番組「金曜10時!うわさのチャンネル!!」の主題歌
  - 作詞：阿久悠／作曲：市川昭介／編曲：矢野立美
- はたちの渡り鳥 （1975年）
  - 作詞：阿久悠／作曲：市川昭介／編曲：矢野立美
- 旅笠道中 （1975年）
  - 作詞：藤田まさと／作曲：大村能章／編曲：矢野立美
- おしどり道中 （1975年）
  - 作詞：藤田まさと／作曲：阿部武雄／編曲：矢野立美
- 妻恋道中 （1975年）
  - 作詞：藤田まさと／作曲：阿部武雄／編曲：矢野立美

| スタブアイコン | サブスタブ | この項目は、まだ閲覧者の調べものの参照としては役立たない、歌手に関連した書きかけの項目です。この項目を加筆・訂正などしてくださる協力者を求めています（P:音楽/PJ:芸能人）。 |